# Архольцен
Архольцен (нем. Arholzen) — община в Германии, в земле Нижняя Саксония.
Входит в состав района Хольцминден. Подчиняется управлению Штадтольдендорф. Население составляет 408 человек (на 31 декабря 2010 года). Занимает площадь 5,33 км².
| Год  | Население |
| ---- | --------- |
| 1990 | 483       |
| 1995 | 439       |
| 2000 | 475       |
| 2005 | 445       |
| 2010 | 407       |